# Kamov Ka-18
Il Kamov Ka-18 (in caratteri cirillici Камов Ка-18, nome in codice NATO Hog) è un elicottero utility con rotori controrotanti a tre pale, progettato dall'OKB 938 diretto da Nikolaj Il'ič Kamov e sviluppato in Unione Sovietica negli anni cinquanta.
Portato in volo per la prima volta nel 1956, venne progettato per sostituire il Kamov Ka-15, dal quale si differenziava per la fusoliera allungata e il motore più potente, un Ivchenko AI-14V radiale da 255 CV. Ne sono state costruite circa 120 unità.

## Utilizzatori

### Civili
Unione Sovietica
- Aeroflot

### Militari
Unione Sovietica
- Aviacija voenno-morskogo flota[2]